# 布律诺·博舍里
布律诺·博舍里（法語：Bruno Boscherie，1951年2月22日—），生于卡庞特拉，法国男子击剑运动员。他曾获得1980年夏季奥运会击剑比赛男子花剑团体金牌。他也在世界锦标赛上获得两枚金牌、一枚银牌和一枚铜牌。